# أنتوني كارمونا
أنتوني كارمونا (بالإنجليزية: Anthony Carmona)‏ (و. 1953 – م) هو قاضي من ترينيداد وتوباغو. تولى منصب قاضي المحكمة الجنائية الدولية.

## روابط خارجية
- أنتوني كارمونا على موقع مونزينجر (الألمانية)